# Lawrence J. Connery

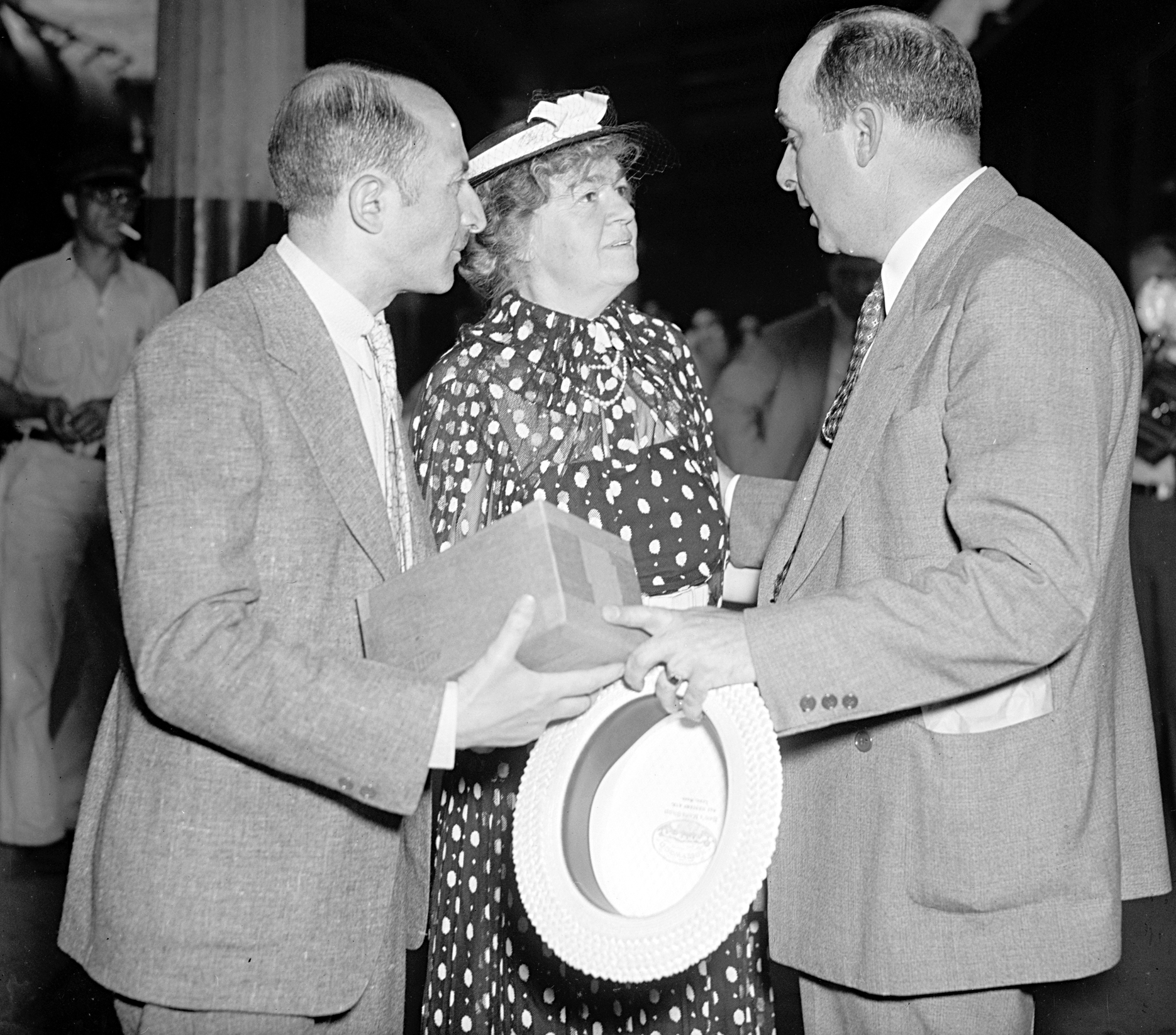
Lawrence J. Connery (rechts) während der Trauerfeierlichkeiten für seinen Bruder mit der Kongressabgeordneten Edith Nourse Rogers (16. Juni 1937)

Lawrence Joseph Connery (* 17. Oktober 1895 in Lynn, Massachusetts; † 19. Oktober 1941 in Arlington, Virginia) war ein US-amerikanischer Politiker. Zwischen 1937 und 1941 vertrat er den Bundesstaat Massachusetts im US-Repräsentantenhaus.

## Werdegang
Lawrence Connery war der jüngere Bruder des Kongressabgeordneten William P. Connery (1888–1937). Er besuchte die öffentlichen Schulen seiner Heimat und das St. Mary’s College in Kansas. Danach arbeitete er in Lynn als Zeitungsreporter. Im Jahr 1916 war er als Mitglied der Nationalgarde von Massachusetts bei einem Grenzkonflikt an der mexikanischen Grenze eingesetzt. Während des Ersten Weltkrieges war er zwischen 1917 und 1919 Soldat der US Army. Zwischen 1919 und 1923 war er Zahl und Proviantmeister an Bord eines Schiffes der United Fruit Company. Politisch schloss er sich der Demokratischen Partei an. Von 1923 bis 1937 war er Sekretär seines Bruders William während dessen Zeit als Kongressabgeordneter. Nach einem Jurastudium an der Georgetown University wurde er 1926 als Rechtsanwalt zugelassen. Überdies war Connery auch als Händler für Bürobedarfsartikel und Druckereibedarf tätig.
Nach dem Tod seines Bruders wurde Lawrence Connery bei der fälligen Nachwahl für den siebten Sitz von Massachusetts als dessen Nachfolger in das US-Repräsentantenhaus in Washington, D.C. gewählt, wo er am 28. September 1937 sein neues Mandat antrat. Nach zwei Wiederwahlen konnte er bis zu seinem Tod am 19. Oktober 1941 im Kongress verbleiben. Während seiner Zeit im Kongress wurden dort weitere New-Deal-Gesetze der Bundesregierung unter Präsident Franklin D. Roosevelt verabschiedet. Connery starb am 19. Oktober 1941 in Arlington und wurde in seinem Geburtsort Lynn beigesetzt. Sein Mandat fiel nach einer Sonderwahl an Thomas J. Lane.